# 迈克·里德尔
迈克·里德尔（英語：Mike Riddle，1986年6月17日—），加拿大男子自由式滑雪运动员。他曾代表加拿大参加2014年和2018年冬季奥林匹克运动会自由式滑雪比赛，其中2014年冬季奥运会获得一枚银牌。